# Mérges kígyó
A mérges kígyók speciális fogazattal rendelkeznek, melynek segítségével a megharapott áldozatukba fecskendezik be a méregmirigyük váladékát, a kígyómérget.
Az adatbázisok közel 600 mérgeskígyó-fajt említenek.
A legmérgesebb kígyók a következők alrendbe sorolhatók: mérgessiklófélék,  viperafélék,  tengerikígyó-félék és ásóvipera-félék.

## Leírás
A mérges kígyók módosult nyállal és kígyóméreggel rendelkeznek, mely a kígyó speciális fogain, például üreges méregfogakon keresztül jut be az áldozatba. A nem mérges kígyók szorítással vagy erős állkapcsukkal ölik meg áldozataikat. A mérges kígyók nem alkotnak egy rendszertani csoportot. A kutatások szerint a hüllők többsége mérges volt eredetileg, de az evolúció során egyes fajok elvesztették ezt a tulajdonságukat, vagy olyan mértékben csökkent a méreg hatóanyaga, hogy kisebb préda elejtésére még alkalmas, emberre azonban ártalmatlan.
A méreg hatékonyságát az LD50-érték mutatja meg. Az LD50-érték nem teljesen egyértelmű mutató, azt mutatja meg, hogy mekkora méreg mennyiség okozza a kísérleti állatok – ezek többnyire kis rágcsálók – 50%-ának pusztulását 24 órán belül. A mennyiségét  mg/kg mértékegységben adják meg. Gondot okoz, hogy a teszt számos variációs tényezőtől függ, például az adat korától és megbízhatóságától, a vizsgált fajok számától, a vizsgálati módszertől és a használt toxikussági skálától.
A másik probléma az, hogy a kísérleti állatok és az emberek fiziológiája eltérő. A legtöbb kísérlet egerekkel történik, azonban az egerek és az emberek fiziológiai különbségei miatt a teszteredmények nem feltétlenül pontosak az emberi reakció tekintetében. Sok mérges kígyó specializálódott egerekre, így a mérgük is alkalmazkodhatott kifejezetten egérelejtésre. Bár az emlősök fiziológiája hasonló, az ilyen tesztek nem feltétlenül relevánsak az emberekre nézve.
Előfordul, hogy a kígyók méregkoncentrátuma alapján állapítják meg, hogy mennyire veszélyes az emberekre, azonban ennél jóval több tényező játszik közre, például a kígyó elterjedtsége és a faj viselkedése. A kispikkelyű tajpán például az LD50 teszt alapján a legmérgesebbnek tartott kígyó, a négy legveszélyesebbnek tartott indiai kígyó (a pápaszemes kobra, a közönséges krait, a Russel-vipera és az efa) kapcsán jóval több kígyómarási esetet jegyeznek fel, mivel lakott területen jóval elterjedtebbek. A halálozási arány is mutatója lehet a kígyó veszélyességének. A fekete mamba és a tajpán marása azonnali segítségnyújtás hiányában csaknem 100%-os halálozási arányt jelent. A marás és a halál beállta között eltelt idő is jelezheti, mennyire veszélyes egy faj az emberre nézve. A mambák a királykobra és a partmenti tajpán marása például gyors halálhoz vezethet, ha nem kezelik azonnal. Ezzel szemben például a kispikkelyű tajpán még nem okozott halált.[forrás?]

## A legerősebb mérgű kígyók
| Kígyó                                              | Régió                               | LD50 érték   |
| Kispikkelyű tajpán (Oxyuranus microlepidotus)      | Ausztrália                          | 0025 mg/kg   |
| Textilmintás barnakígyó (Pseudonaja textilis)      | Ausztrália                          | 0,0365 mg/kg |
| Tajpán (Oxyuranus scutellatus)                     | Ausztrália, Új-Guinea               | 0,106 mg/kg  |
| Soksávos krait (Bungarus multicinctus)             | Kína, Tajvan, Burma, Laosz, Vietnam | 0,108 mg/kg  |
| Tigriskígyó (Notechis scutatus)                    | Ausztrália                          | 0,131 mg/kg  |
| Efa (Echis)                                        | Ázsia; India                        | 0,151 mg/kg  |
| Fekete mamba (Dendroaspis polylepis)               | Afrika                              | 0,185 mg/kg  |
| Fekete tigriskigyó (Notechis ater niger)           | Ausztrália                          | 0,194 mg/kg  |
| Keleti korallkígyó (Micrurus fulvius)              | Mexikó, U.S.A.                      | 0,196 mg/kg  |
| Fülöp-szigeteki köpködőkobra (Naja philippinensis) | Fülöp-szigetek                      | 0,20 mg/kg   |

## Képek

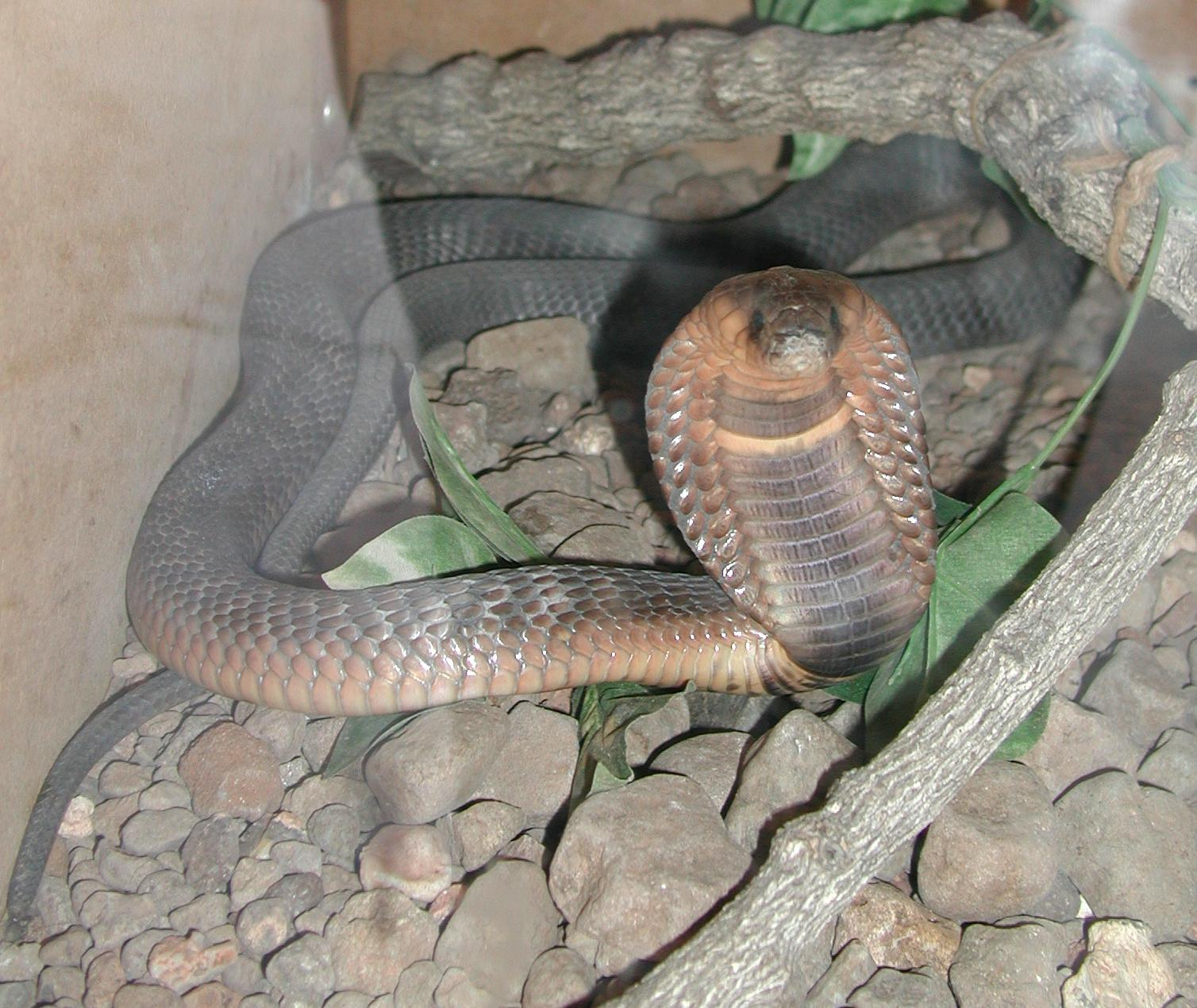
Áspiskígyó (mérges sikló)
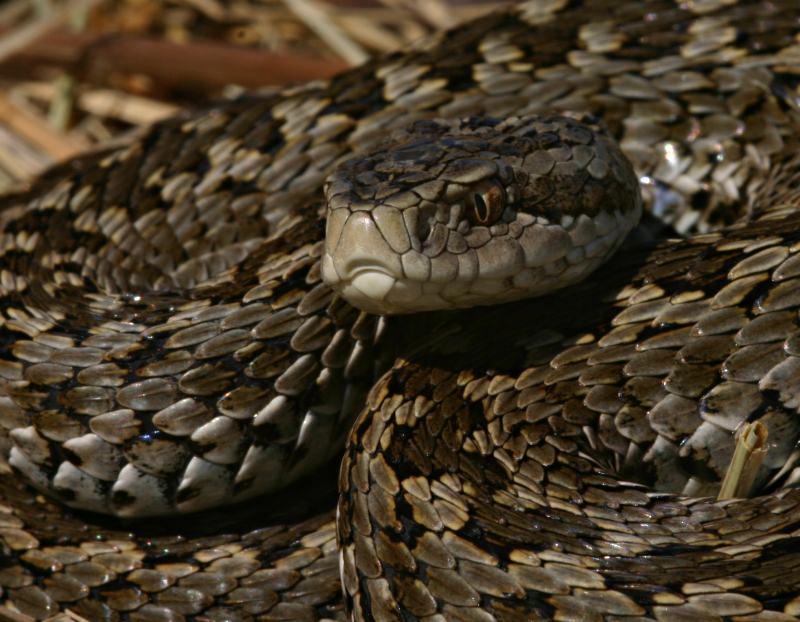
Rákosi vipera
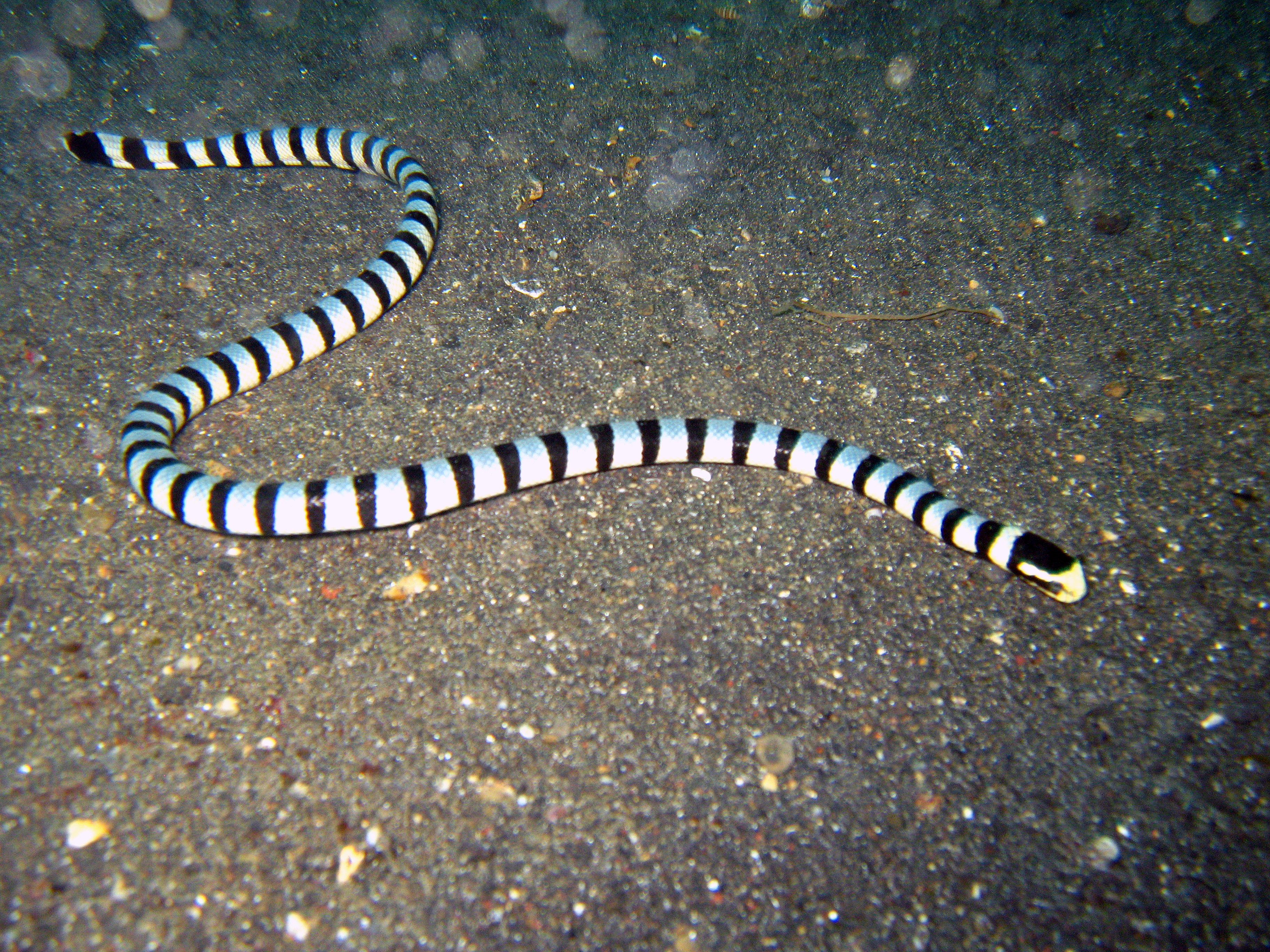
Sárgaajkú tengerikígyó
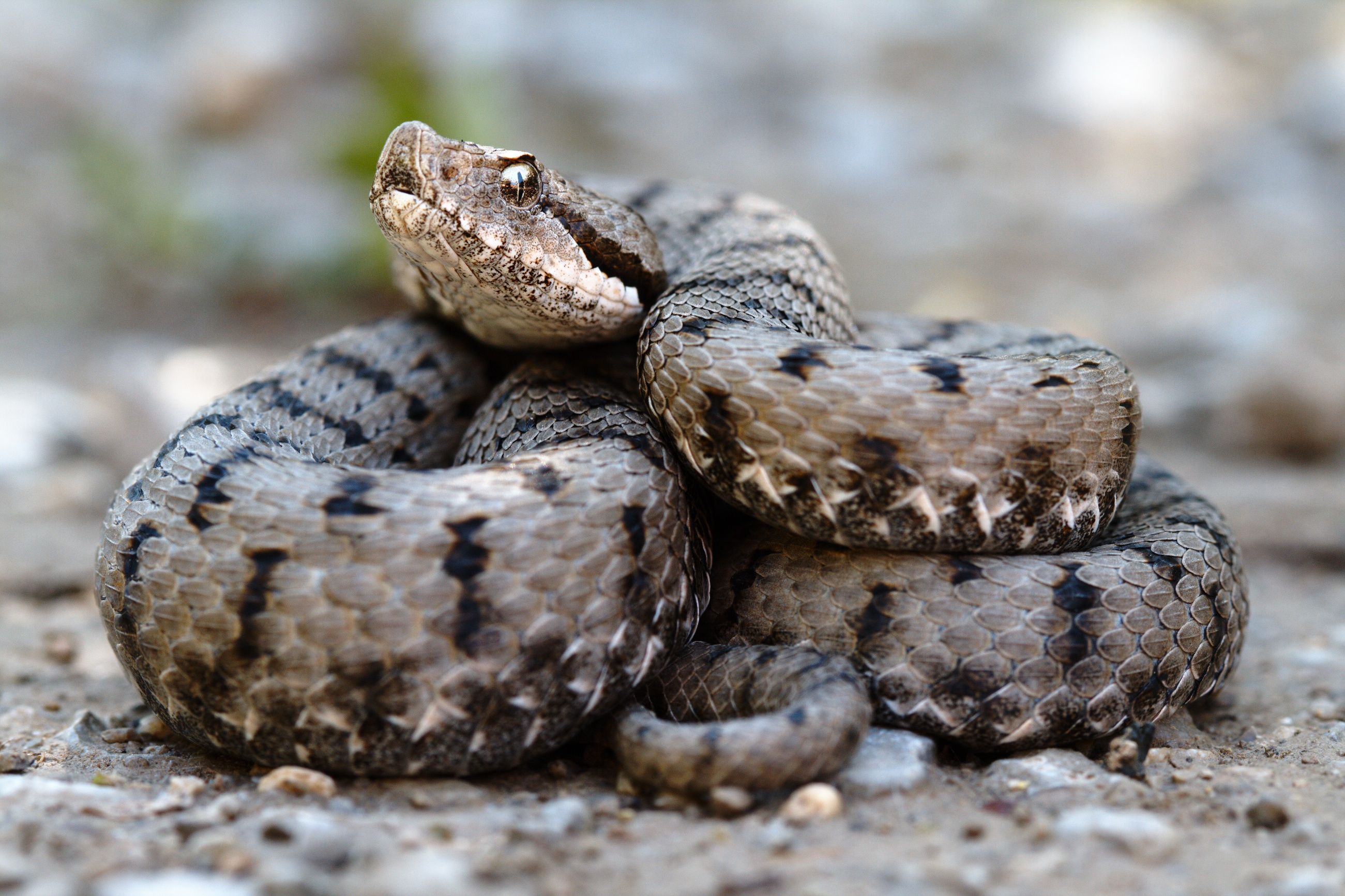
Áspisvipera
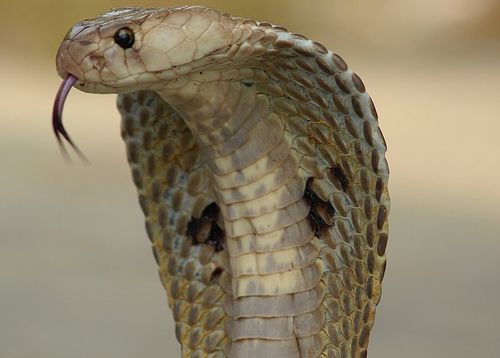
Pápaszemes kobra